# 圣詹姆斯朝廷
聖詹姆斯朝廷（英語：Court of St James's）是英國君主的官方皇家朝廷。朝廷正式接待所有外國派駐英國的大使。同樣，代表聯合王國的大使也得到了該朝廷的正式認可，因為他們是英國王室的直接代表。
外交使團司儀，1920年之前被稱為司禮官，擔任英國君主與外國外交使團之間的聯絡人。外交使團司儀永久駐紮在聖詹姆士宮。截至1886年，倫敦只有6名外國大使，而其他37個國家則派有部長作為代表。（18世紀形成的慣例是，只有君主制國家派遣大使，而其他國家則派遣部長，這種區別在19世紀末被廢除。）截至2015年，派駐聖詹姆斯朝廷的外國使團數量已增至175個：包括47個來自大英國協成員國的高級專員公署和來自非大英國協成員國國家的128個大使館。

## 名称来源
圣詹姆斯朝廷名称来源于圣詹姆斯宫，这样命名的原因是尽管白金汉宫自从维多利亚女王1837年即位以来是所有英国君主的主要居所，圣詹姆斯宫仍然是级别最高的皇家宫殿。